# Karl Heinz Krekeler
Karl Heinz Krekeler (* 19. Juli 1951 in Münster; † 23. Mai 2020) war ein deutscher Fußballspieler.

## Karriere

### Münster, 1961 bis 1981
Karl Heinz „Kalle“ Krekeler begann seine Fußballerkarriere in der D-Jugend von Preußen Münster, wohin ihn Rudi Schulz (legendäres Mitglied des „Hunderttausend-Mark-Sturms“) von der TG Münster geholt hatte. Krekeler hatte dort zunächst mit Handball begonnen. Seine Eltern betrieben im Kuhviertel, in der Jüdefelderstraße, ein Blumengeschäft. Zuerst war er Blumenbinder, später durchlief er eine weitere Ausbildung zum Versicherungskaufmann. Er spielte ab der Saison 1970/71 in der ersten Mannschaft von Preußen, die in der damaligen Zweitklassigkeit der Regionalliga West ihre Verbandsspiele austrug. Das Eigengewächs debütierte am 4. April 1971 beim Auswärtsspiel gegen Eintracht Gelsenkirchen (3:1-Sieg) in der Mannschaft von Trainer Aki Schmidt, der zur Jahreswende den erkrankten Richard Schneider ersetzt hatte. Insgesamt absolvierte er von 1970 bis 1974 93 Regionalligaspiele und erzielte dabei sieben Tore. In der darauf neu gegründeten 2. Bundesliga Nord spielte er für den Verein bis 1981 (246 Spiele – sieben Tore) und wechselte dann zum Ligakonkurrenten VfL Osnabrück. Aus der Nordstaffel der 2. Liga kamen 1981 zehn Vereine aus dem Westen in die neue eingleisige 2. Bundesliga zur Runde 1981/82, Münster gehörte nicht dazu und deshalb kam der Wechsel nach Osnabrück zustande. Nach einer Saison in Osnabrück (17-0) und insgesamt 263 Zweitligaspielen wechselte er in die Oberliga Westfalen zum ASC Schöppingen.
Der langjährige „Liebling“ der Münsteraner Fans führt die Preußen-Rangliste der 2. Ligaeinsätze mit seinen 246 Ligaspielen vor Werner Fuchs (194), Rolf Grünther (187), Benno Möhlmann (150) und Horst Angel (139) an. In den Jahren 1976, 1978 und 1979 belegte er mit Münster jeweils den dritten Rang in der damaligen 2. Liga Nord. Er hat in der 2. Liga unter den Trainern Werner Olk, Hans-Werner Moors (interim), Detlev Brüggemann, Rudolf Faßnacht, Werner Biskup und Günter Exner trainiert.

### Amateurlager
Zum Oberligisten ASC Schöppingen holte ihn sein ehemaliger Mannschaftskamerad Hans-Werner Moors. Für den ASC kickte er bis zum Ende der Saison 1985/86. Endgültig beendete er seine Karriere beim TuS Hiltrup in der Landesliga, für den er jedoch nur noch wenige Monate spielte.